# The Life and Adventures of Nicholas Nickleby (pièce de théâtre)
The Life and Adventures of Nicholas Nickleby est une pièce de théâtre de David Edgar créée en 1980 à l'Aldwych Theatre de Londres.
Elle est adaptée du roman de Charles Dickens de 1845, Nicholas Nickleby.

## Argument
La pièce dure environ huit heures et demi et est découpée en deux parties.
Les Nickleby dépensent sans compter pour l'éducation de leurs enfants, Nicholas et Kate. Le père de famille reçoit un héritage de son père mais l'investit mal sur un mauvais conseil de son épouse. Il est ruiné et meurt, lançant sa femme et ses enfants sans le sou.

## Distinctions
- Tony Awards 1982[1]
  - Tony Award de la meilleure pièce
  - Tony Award du meilleur metteur en scène
  - Tony Award du meilleur acteur dans une pièce pour Roger Rees
  - Tony Award des meilleurs décors pour une pièce

## Captation
En 1982, la pièce a été captée au théâtre The Old Vic pour la télévision par Channel 4.